# Martín Reyna (pintor)
Martín Reyna, nacido el 1 de mayo de 1964 en Buenos Aires (Argentina), es un pintor argentino que vive en Francia desde 1992.

## Biografía

### Los inicios en Argentina
Martín Reyna nació en Buenos Aires, Argentina, en 1964. En 1982, comenzó a estudiar Sociología en la Universidad de Buenos Aires. La mayoría de los estudiantes se oponían a la dictadura militar en vigor y prevalecía un ambiente represivo. Al mismo tiempo estalló la Guerra de las Malvinas, razón por la que Martín Reyna realiza en esos años una serie de pinturas de guerra.
En 1983 y 1984, trabajó en La Zona, un legendario estudio de Buenos Aires en donde colaboró entre otros artistas con Alfredo Prior, José Garofalo, Sergio Avello, Rafael Bueno y Emeterio Cerro.
A continuación, abordó temas que reflejaban las preocupaciones colectivas de su país en aquella época, especialmente a través de los frescos de las paredes de la estación Callao del Subterráneo de Buenos Aires (Proyecto Línea D). Las pinturas, realizadas sobre los paneles de publicidad de la estación resultaron demasiado controvertidas para la época y fueron cubiertas unos meses más tarde.
En 1986, sus obras se presentaron en la exposición Latinoamericanos en Nueva York en la Galería M-13, en el East Village de Nueva York, junto a las de Rafael Bueno y Guillermo Kuitca. En 1987 y 1988, se celebraron por primera vez exposiciones suyas individuales en Buenos Aires y en Sao Paulo, Brasil.
En Argentina, Martín Reyna se enfrentó a la atmósfera asfixiante de los años de la dictadura y luego a la creatividad que acompañó la vuelta a la democracia en la que participaron algunos grupos de artistas de Buenos Aires.

### Instalarse en Francia
En 1991, viaja por primera vez a París para participar en la exposición colectiva L'atelier de Buenos Aires, organizada por Philippe Cyroulnik en el Centro de Arte Contemporáneo de Ivry-sur-Seine (CREDAC). Se instala en París en 1992 y en 1994, realiza su primera exposición individual en la capital francesa en la Galería Michel Vidal.
Aunque ahora vive en Francia con su mujer y su hija, nacida en 2001, sigue trabajando en Argentina. Su obra, estrechamente vinculada a la naturaleza, la realiza a menudo al aire libre, especialmente en la Patagonia (en particular en el Paralelo 42°, cerca de El Bolsón), en el sur de Argentina.
Actualmente su obra es representada por la Galería Del Infinito de Buenos Aires y por la Galería Bessières de París.
Hace 30 años que vive en Francia y ha ganado varios premios y publicado varios libros. Desde 1988 hasta 2022, se le han dedicado alrededor de cuarenta exposiciones individuales.

## Obra
Al principio de su carrera, se inspiró en la pintura expresionista y en algunos paisajes surrealistas que vio en una exposición en Buenos Aires en el Museo Nacional de Bellas Artes. Desde sus inicios, sus pinturas han evolucionado mucho: desde una pintura en la que los paisajes incorporan algunos símbolos o elementos (El árbol, una casa, los huevos, las repisas, la letra H, los libros y otros), en ellos se reflejan las ambigüedades entre el orden y el caos, hasta sus grandes acuarelas en las que el color se convierte en el protagonista de su obra. Poco a poco, las figuras humanas han ido desapareciendo de su pintura, lo que sorprende al propio artista.
La naturaleza está estrechamente ligada a su arte. Martín Reyna habla de ella como de un « motor ». Su investigación sobre el vínculo entre la pintura y la naturaleza se pone de manifiesto en los últimos años por la importancia del agua en su obra y por el trabajo al aire libre. El agua actúa a través de ritmos visuales propios y produce « accidentes » que van más allá del control del artista, dejando que los elementos (agua, color, papel) actúen entre sí. Martín Reyna dice a este respecto que quiere crear una obra que, una vez terminada, le resulte desconocida. Philippe Cyroulnik da testimonio de esta obra escribiendo: Martín Reyna ha hecho del papel la tierra y el lecho de color... Ha dejado que el agua dibuje la pintura sobre él.
Según el historiador Pierre Wat, Martín Reyna conoce el riesgo de no ceder: de hacer de cada lienzo el lugar de un experimento más que de una repetición, de concebir la pintura como una herramienta de autoconstrucción más que de integración social en el mundo del arte.

## Exposiciones

### Exposiciones personales
Las primeras exposiciones personales dedicadas a Martín Reyna datan de 1987 y 1988 con exposiciones en la Galería Del Retiro de Buenos Aires y en la Galería Subdistrito de São Paulo, Brasil, Las exposiciones dedicadas exclusivamente a la obra de Martín Reyna se celebraron a partir de entonces con regularidad: en 1989 y 1990 en la Galería Adriana Rosenberg de Buenos Aires en 1992 en la Galería Jacob Karpio de San José de Costa Rica en 1994 en la Galería Michel Vidal de París en 1995 en la Galería El Museo de Bogotá, Colombia y en la Galería Klemm de Buenos Aires, en 1997 en el Centro Cultural Recoleta y en 1999 en la Galería Del Infinito de Buenos Aires así como en 2012 y en el 2022.
En 2001, presentó su trabajo en la Embajada de Argentina en Francia. En la década de 2000, las obras de Martín Reyna también se presentaron en 2003 en el Centro Cultural Candido Mendes de Río de Janeiro, Brasil en 2004 en el Espace Adamskidesign de París presentó la exposición Sans titre, en 2005 en el Consulado de Argentina en Nueva York y en Londres , en 2006 en la Galería Pax de Knokke-Zoute (Bélgica), en el IILA (Instituto Italo Latinoamericano de Roma) la exposición Carta et aquarello , y en la Galería Hogar Collection de Nueva York
Martín Reyna sigue oscilando entre América y Europa hasta 2022. En Europa, expuso en 2007 en la Universidad de Angers, en Francia, en 2008 La couleur de l’eau en el Pavillon de l'eau de París y en la Galería Artemisa de Bélgica, en 2008 en la Galería d'est et d'ouest de París en 2012 A l’horizon de la couleur, en la Galería MGE de París en 2013 realiza Perspectiva asturiana, una instalación en la Maison de l'Amérique latine en París, en 2014 Blanco y negro en color en la Embajada de Argentina en Francia en 2015 y 2017 en la Galerie Teodora de nuevo en París. En 2018 sus obras fueron expuestas en el Hospital Sainte Anne de París y realiza una instalación permanente en la biblioteca del hospital parisino. Finalmente, en 2019 expuso su obra en Francia en una muestra titulada L'intimité de la couleur en la galería Younique de París. En Estados Unidos expone principalmente en Nueva York: en 2010 en la Galería Hogar Collection y en 2016 en la Galería Artemisa. En Sudamérica expuso en 2012 en la Galería Del Infinito de Bogotá y en 2016 en Uruguay en la Galería Del Paseo
En 2022, presentó una instalación de enormes papeles suspendidos en el espacio titulada El color en tránsito en la Galería Del Infinito de Buenos Aires.

### Exposiciones colectivas
Desde el principio, Martín Reyna también trabajó junto a otros artistas, lo que le permitió emanciparse, en parte, del clima represivo de la época. Conoció la escena artística de Buenos Aires al incorporarse al estudio La Zona y allí formó parte del grupo Los últimos pintores con, Sergio Avello, Alejandro De Ilzarbe, José Garófalo, Miguel Harte y Gustavo Marrone. Por ello, no es de extrañar que Martín Reyna haya participado a menudo en exposiciones colectivas, Post-a-go-go y Sauna en La Zona, en el estudio de La Zona de Buenos Aires en 1984 y Los últimos pintores en el mismo lugar son algunas de estas exposiciones. A continuación, en 1985, realizó los frescos de la estación Callao de los Subterráneos de Buenos Aires.
A continuación, expuso regularmente en exposiciones colectivas en Sudamérica: en Buenos Aires, en Lima, Perú (en 1986), en Chile y en Uruguay. De la misma manera que su carrera, marcada por los vínculos entre Europa y América, sus exposiciones también marcan este vínculo, reflejando estos intercambios: Latinoamericanos en Nueva York, Galería M-13. Nueva York, Estados Unidos en 1986; L'atelier de Buenos Aires, CREDAC, Ivry sur Seine en 1991; Amériques, huit artistes du Nouveau Monde, Centro de Arte Contemporáneo, Figeac, Francia, en 1992, ambas curadas por Philippe Cyroulnik; Rencontres 2000, Galería Municipal Julio González, Arcueil en 2000; Petits formats d'Amérique Latine, Galería Saint Pierre, Limoges en 2005, Francia; Abstracción Latinoamericana, Galería Artconsult, Panamá en 2009; Hémisphère Sud, en la Escuela de Arte Gérard Jacot, Belfort, Francia en 2011;Traversées du paysage, Musée Baron Martin, Gray en 2004; Dialogues d'eau, Galería Bagatelle, Aix les Bains en 2012, ambas en Francia. En 2019, Diálogos en la Fundación PROA de Buenos Aires.
Las últimas exposiciones colectivas de las que forman parte las obras de Martín Reyna parecen adoptar un nuevo sesgo, el de género: Extension du domaine de l'abstrait, Galería Bessières, Chatou y POLEMIKS Curada por Pierre Valls, Galería Nube, Santa Cruz de la Sierra, Bolivia en 2022. Al margen de las similitudes temáticas o estilísticas, las obras de Martín Reyna se presentan regularmente en todo el mundo: en España, Bélgica, Alemania, Estados Unidos (Miami y Nueva York).

## Distinciones
- 1989 : Premio Gunther de Pintura, CAYC (Centro de Arte y Comunicación), Buenos Aires, Argentina[17]
- 1991 : Premio Fundación Nuevo Mundo, MNBA (Museo Nacional de Bellas Artes), Buenos Aires, Argentina[17]
- 1997 : Premio Costantini (Mención), MNBA (Museo Nacional de Bellas Artes), Buenos Aires, Argentina[18]
- 1997 : 2.º Premio de Pintura Jean-François Millet, SIAP (Sociedad Internacional de Artes Plásticas), Valognes, Francia[17]
- 2000 : Premio de la Fundación Antorchas de Buenos Aires, Argentina (22) 2012 : Premio Chandon de ARTEBA, Buenos Aires, Argentina[17]

## Publicaciones
- Martín Reyna, Roberto De Luca, Carolina Spinetto, Piedra Parada, Ediciones Luciano Calude, Buenos Aires, 2020
- Martín Reyna, Roberto De Luca, Los árboles, Ediciones Luciano Calude, Buenos Aires, Argentina, 2019
- Martin Reyna, Paralelo 42°, texte Dans le territoire de la couleur, Philippe Cyroulnik, Ediciones Estela Gismero, Buenos Aires, 2017
- Herminia Mérega, Martín Reyna, Sarah T. Reyna, Horacio Spinetto et Bruno Tessarech, En plein air, Ediciones Herminia Mérega, Buenos Aires, Argentina, 2015
- Martin Reyna, Lila Zemborain, La couleur de l'eau, Editciones Virginie Boissière, Paris, 2008